# Jonas Emet
Jonas Emet, född 13 februari 1988 i Jakobstad, är en finländsk fotbollsspelare.

## Karriär
Under hela början på sin karriär representerade Emet Tipsliga-laget FF Jaro och gjorde sin seniordebut under 2005. Den 2 november 2009 skrev Emet på för Tampere United, tillsammans med lagkamraten Kristian Kojola.
Under våren 2011 skrev Emet på för IFK Mariehamn med anledning av Tampere Uniteds uteslutning från ligaspel. Under oktober 2011 provtränade Emet för svenska Umeå FC. men skrev senare på för moderklubben FF Jaro.
Emet har även spelat för Finlands U15-, U17-, U19- och U20-landslag.